# Trójkąt egipski

Trójkąt egipski

Trójkąt egipski – trójkąt pitagorejski o stosunkach długości boków 3:4:5. Jest to trójkąt wymierny średnioboczny.